# Автономов, Алексей Станиславович
Алексе́й Станисла́вович Автоно́мов (род. 9 марта 1959, Москва) — российский правовед, юрист, доктор юридических наук, профессор, преподаватель.

## Биография
Окончил международно-правовой факультет МГИМО по специальности правоведение (1981).
В 1981—1994 гг. — преподаватель, старший преподаватель, доцент МГИМО: защита кандидатской диссертации (1984), специальность: 12.00.02 Конституционное право; муниципальное право; преподаватель кафедры общей политологии социологического факультета МГУ (1990—1992), юрисконсульт страховой компании «Юпитер» (1992—1993); приглашённый профессор Карлтонского университета (1994 год — Оттава, Канада).
1995—1997 гг. — профессор Независимого института международного права.
1999—2001 гг. — профессор Института международного права и экономики имени А. С. Грибоедова: 2000 год — защита докторской диссертации, Институт государства и права РАН специальность: 12.00.02 Конституционное право; муниципальное право
2001—2006 гг. — профессор факультета мировой политики Государственного университета гуманитарных наук: эксперт программы TACIS «Развитие местной демократии и самоуправления в России» (2003 год); председатель Совета по защите докторских диссертаций по специальностям конституционное и муниципальное право и административное, финансовое и информационное право в Институте государства и права РАН (2001—2006 гг.).
2006 год — председатель Третейского суда при Российской ассоциации авиационных и космических страховщиков.
С 2007 года — директор Центра сравнительного права факультета права Высшей школы экономики.
Главный редактор ведущего академического правового журнала «Государство и право» (2007—2018). Главный редактор журнала «Вопросы ювенальной юстиции».

### Участие в практической работе государственных органов
- 1988—1990 подготовка аналитических материалов для МИД СССР;
- 1991 участие в рабочей группе по подготовке Закона Казахстана «Об общественных объединениях»;
- 1991—1993 участие в рабочих групп по подготовке законопроектов «О политических партиях», «О благотворительных организациях» и «О некоммерческих организациях» в Верховном Совете России;
- 1993 — н. в. участие в рабочих группах по подготовке законопроектов «Об общественных объединениях», «О благотворительности и благотворительных организациях», «О политических партиях», «О добровольческой (волонтерской) деятельности», «О правовых гарантиях оппозиционной деятельности», «О некоммерческих фондах», «О политических партиях», «О ювенальных судах в Российской Федерации», «Об общих принципах организации местного самоуправления в Российской Федерации» в Государственной Думе России;
- 1996—2000 руководитель Координационно-аналитической группы по проблемам взаимодействия с общественными объединениями при Комитете общественных и межрегиональных связей Правительства Москвы ;
- 1997—2004 член Экспертного совета по конституционному праву при Председателе Государственной Думы, сопредседатель этого Совета ;
- 1999—2004 член Экспертного совета при Уполномоченном по правам человека Российской Федерации с 1999 по 2004;
- 2000 и 2001 представитель Совета Федерации в Конституционном Суде (по делам о Центральном Банке и по избирательным правам граждан);
- 2002—2006 член Квалификационной коллегии судей г. Москвы;
- 2002 — н. в. член Комиссии по подготовке проекта Конституционного Акта Союзного государства России и Беларуси, руководитель группы российских экспертов;
- 2003 — н. в. член Комитета по ликвидации расовой дискриминации (в соответствии с международной Конвенцией о ликвидации всех форм расовой дискриминации)

### Труды
1. Правовая онтология политики: к построению системы категорий / А. С. Автономов ; Фонд развития парламентаризма в России. — М. : Инфограф, 1999. — 383 с. — 1000 экз. — ISBN 5-89509-016-8.
2. Федерализм : Теория. Институты. Отношения : (Сравнит.-правовое исслед.) / [Автономов А. С., Богдановская И. Ю., Васильева Т. А. и др.] ; Отв. ред. Б. Н. Топорнин; Ин-т государства и права РАН. — М. : Юристъ, 2001. — 374 с. — (Res cottidiana). — 3000 экз. — ISBN 5-7975-0385-9.
3. Конституция Российской Федерации : Проблем. коммент. / Центр конституц. исслед. Моск. обществ. науч. фонда; [Автономов А. С., к.ю.н. и др.] ; Рук. авт. коллектива и отв. ред. В. А. Четвернин. — М. : МОНФ, 1997. — 702 с — 2000 экз. — ISBN 5-89554-008-2.
4. Конституционное (государственное) право зарубежных стран : Учеб. / А. С. Автономов, В. А. Сивицкий, А. И. Черкасов ; Под ред. д.ю.н. А. С. Автономова. — М. : Юриспруденция, 2001. — 395 с. — 4000 экз. — ISBN 5-8401-0123-0.
5. Проблемы социально-экономического и политического развития России / М. А. Краснов, А. С. Автономов, Н. Г. Салищева и др. ; Отв. ред. Н. Ю. Хаманева ; Ин-т государства и права РАН и др. — М. : Юристъ, 2001. — 239 с. — (Res cottidiana). — 1000 экз. — ISBN 5-7975-0543-6 (В пер.).
6. Стандарты Совета Европы в области прав человека применительно к положениям Конституции Российской Федерации : Избр. права / Ин-т права и публич. политики; [Автономов А. С. и др.; Авт. вступ. ст.: Арнольд Р. и др.]. — М. : Ин-т права и публич. политики, 2002. — 604 с. — 600 экз. — ISBN 5-94357-010-1.
7. Избирательная власть / А. С. Автономов ; Ин-т развития избират. систем (ИРИС). — М. : Права человека, 2002. — 81 с. — 1000 экз. — ISBN 5-7712-0256-8.
8. Совет Федерации : Эволюция статуса и функций / [Автономов А. С., д.ю.н., Байдин В. И., Байдина О. В. и др.] ; Отв. ред., авт. введ. Л. В. Смирнягин ; Ин-т права и публ. политики. — М. : Ин-т права и публ. политики, 2003. — 453 с. — 1000 экз. — ISBN 5-94357-015-2.
9. Азбука лоббирования / А. С. Автономов ; Ин-т развития избират. систем (ИРИС). — М. : Права человека, 2004 (Обнинск : Фабрика офсетной печати). — 109 с. — 1000 экз. — ISBN 5-7712-0291-6 (в обл.).
10. Исполнительная власть в России. История и современность, проблемы и перспективы развития / [А. С. Автономов, д.ю.н., проф., И. Л. Бачило, д.ю.н., проф., А. А. Гришковец, к.ю.н., доц. и др. ; отв. ред. Н. Ю. Хаманева, д.ю.н., проф.]. — Москва : Новая правовая культура, 2004. — 564 с. — 500 экз. — ISBN 5-94192-012-1.
11. Российское народовластие : развитие, современные тенденции и противоречия / [Алексей Автономов, Александр Иванченко, Сергей Королев и др. ; ред. Иайя Лавринович; предисл. Евгений Ясин] ; Фонд «Либер. миссия». — Москва : Новое издательство : Фонд Либеральная миссия, 2005. — 365 с. ; 20 см. — (Исследования Фонда Либеральная миссия). — 1000 экз. — ISBN 5-98379-040-4.
12. Основы местного самоуправления : Учеб. пособие для учащихся ст. кл. сред. шк. / [А. С. Автономов, д.ю.н., Дж. Дебарделебен, проф., П. Дуткевич, проф. и др. ; Отв. ред. Н. А. Гаямова]. — М. : Муницип. власть, 2000. — 142 с. — 6000 экз. — ISBN 5-93158-015-8.
13. Избирательная кампания: основные категории и институты избирательного права, менеджер избирательной кампании. — М. : Рос. Центр обучения избират. технологиям : Фирма «Вестник», 1995. — 80 с. — 3000 экз.
14. Постатейный комментарий к Федеральному закону «Об общественной палате Российской Федерации» / А. С. Автономов, С. А. Попов; вступ. ст. Плигина. — Москва : Омега-Л, 2007. — 123 с. — 2000 экз. — ISBN 978-5-370-00284-7.
15. Местное самоуправление в современной России : Права, обязанности и деятельность представ. органов власти / А. С. Автономов, А. А. Захаров, Е. Ю. Казакова и др. ; Междунар. респ. ин-т, Фонд развития парламентаризма в России. — М. : Весь Мир, 1999. — 75 с. ; В конце кн. авт.: Автономов Алексей Станиславович — к.ю.н., Захаров Андрей Александрович — к.филос.н. — Библиогр. в подстроч. примеч. — 10000 экз. — ISBN 5-7777-0076-4.
16. Региональные парламенты в современной России = Regional parliaments in contemporary Russia / А. С. Автономов, А. А. Захаров, Е. М. Орлова. — М. : Моск. обществ. науч. фонд : Издат. центр науч. и учеб. прогр., 2000. — 87 с. — (Научные доклады / Моск. обществ. науч. фонд ; N118). — 500 экз. — ISBN 5-89554-182-8 (Московский общественный научный фонд). — ISBN 5-93101-069-6 (Издательский центр научных и учебных программ).
17. Права человека, правозащитная и правоохранительная деятельность / А. С. Автономов ; Фонд «Либер. миссия». — Москва : Новое литературное обозрение : Фонд «Либеральная миссия», 2009. — 444 с. — (Либерал.ru). Библиогр. в тексте примеч. — авт. по кн. — 2000 экз. — ISBN 978-5-86793-677-8.
18. Социальная политика в контексте межсекторного взаимодействия / [А. С. Автономов, И. Н. Гаврилова, С. А. Гладкова и др.] ; Рос. акад. наук, Ин-т социологии. — Москва : Изд-во Главного архивного управления города Москвы, 2009. — 399 с. — 1000 экз. — ISBN 978-5-7228-0164-7.

### Учебники
1. Парламентское право России : [Учеб. пособие для студентов юрид. вузов и фак. / Кандидаты юрид. наук Автономов А. С., Любимов А. П., Румянцева Т. С. и др.] ; Под ред. засл. деят. науки РФ, д.ю.н., проф. И. М. Степанова и д.ю.н. Т. Я. Хабриевой ; Ин-т государства и права РАН. — М. : Юристъ, 1999. — 391 с. — (Institutiones). — 5000 экз. — ISBN 5-79750127-9.
2. Правовые и финансовые основы местного самоуправления в Российской Федерации : Учеб. пособие / А. С. Автономов ; Ин-т государства и права Рос. акад. наук, Акад. правовой ун-т. — М. : МЗ-пресс, 2002. — 79 с. — 2000 экз. — ISBN 5-94073-032-9.
3. Зарубежное избирательное право : Учеб. пособие / [Автономов А. С., Веденеев Ю. А., Дегтярева О. В. и др. ; Науч. ред. д.ю.н. В. В. Маклаков ; Рос. центр обучения избир. технологиям при Центр. избир. комис. Рос. Федерации. — М. : НОРМА, 2003 — [4], 283 с. −3000 экз. — ISBN 5-89123-749-0.
4. Социальные технологии межсекторного взаимодействия в современной России : Учебник / А. С. Автономов, Т. И. Виноградова, М. Ф. Замятина, Н. Л. Хананашвили ; Под общ. ред. д.ю.н., проф. А. С. Автономова ; М-во труда и соц. развития Рос. Федерации, Ин-т государства и права Рос. акад. наук, Рос. благотворит. фонд «Нет алкоголизму и наркомании» (НАН). — М. : Фонд НАН, 2003. — 411 с. — 1500 экз. — ISBN 5-88516-042-2.
5. Парламентское право России : Учеб. пособие для студентов вузов, обучающихся по спец. «Юриспруденция» / [Автономов А. С., Витушкин В. А., Волкова Н. С. и др.] ; Под ред. Т. Я. Хабриевой. — 2-е изд., перераб. и доп. — М. : Юристъ, 2003. — 653 с. — (Institutiones). = 3000 экз. — ISBN 5-7975-0596-7 (В пер.).
6. Конституционное (государственное) право зарубежных стран : учебник / А. С. Автономов. — М. : Проспект, 2005. — 547 с. — 3000 экз. — ISBN 5-98032-842-4 (в пер.).
7. Сравнительное избирательное право : Учеб. пособие / [Автономов А. С., Веденеев Ю. А., Луговой В. В.] ; Рос. центр обучения избир. Технологиям при Центр. избир. комис. Рос. Федерации. — М. :НОРМА, 2003. — [4], 203 с. (Издательский проект «Зарубежное и сравнительноеизбирательное право»). — 3000 экз. — ISBN 5-89123-747-4.
8. Основы местного самоуправления и муниципального управления : Учеб. пособие : [В 2-х ч. / А. С. Автономов, А. А. Захаров, Г. А. Кочеткова и др.]. — М. : Ред.-изд. центр «Муницип.власть», 1999. — 1000 экз. — ISBN 5-93158-004-2. / Ч. 1: Российское и зарубежное наследие. — 209 с.; Ч. 2: Правовые, организационные и финансовые основы местного самоуправления. — 158 с.
9. Методическое пособие для учителей к курсу «Основы местного самоуправления и муниципальногоуправления» / А. С. Автономов, А. А. Захаров. — М. : Ред.-изд. центр «Муницип. власть», 1999. — ISBN 5-93158-005-0. Ч. 1: Российское и зарубежное наследие. — 1999. — 39 с. — 1000 экз.; Ч. 2: Правовые, организационные и финансовые основы местного самоуправления. — 1999. — 35 с. — 1000 экз.